# Медаль «У пам'ять 300-річчя царювання дому Романових»
Медаль «В пам'ять 300-річчя царювання дому Романових» — державна нагорода Російської імперії, ювілейна медаль для нагородження осіб, які мали відношення до святкування 300-річчя дому Романових. Заснована 21 лютого 1913 року указом імператора Миколи II.

## Заснування медалі і автори
Основний тираж (понад 1 500 000 примірників) був виготовлений на  Санкт-Петербурзькому монетному дворі. Автор проекту медалі виходець з України —  Антон Федорович Васютинський. Автор барельєфа на лицьовій стороні медалі — М. А. Керзін.

## Опис медалі
Медаль зроблена з  світлої бронзи. Діаметр 28 мм. На лицьовій стороні медалі два погрудних портрети: Миколи II в формі полковника 4-го стрілецького Імператорського прізвища лейб-гвардії полку і цар, засновник  династії, Михайло Федорович в  шапці Мономаха.
По краю медалі — орнамент з рисок і крапок. На зворотному боці розташовувалася горизонтальний напис в п'ять рядків:
ВЪ ПАМЯТЬ
300-ЛѢТІЯ
ЦАРСТВОВАНІЯ
ДОМА РОМАНОВЫХЪ
1613-1913

## Нагородження
Медаллю «В пам'ять 300-річчя царювання дому Романових» нагороджувалися нижні чини на службі в армії, флоті, окремі корпуси прикордонної варти, жандармів,  поліції  (на момент 21 лютого 1913 року), члени Державної ради або Державної думи Російської імперії; священнослужителі і духовні особи всіх релігій; службовці на виборних посадах в  земствах, дворяни, чиновники морського і цивільного відомств у відставці, які мали право носити мундир та ін.

## Зображення медалі

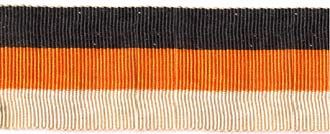
Стрічка
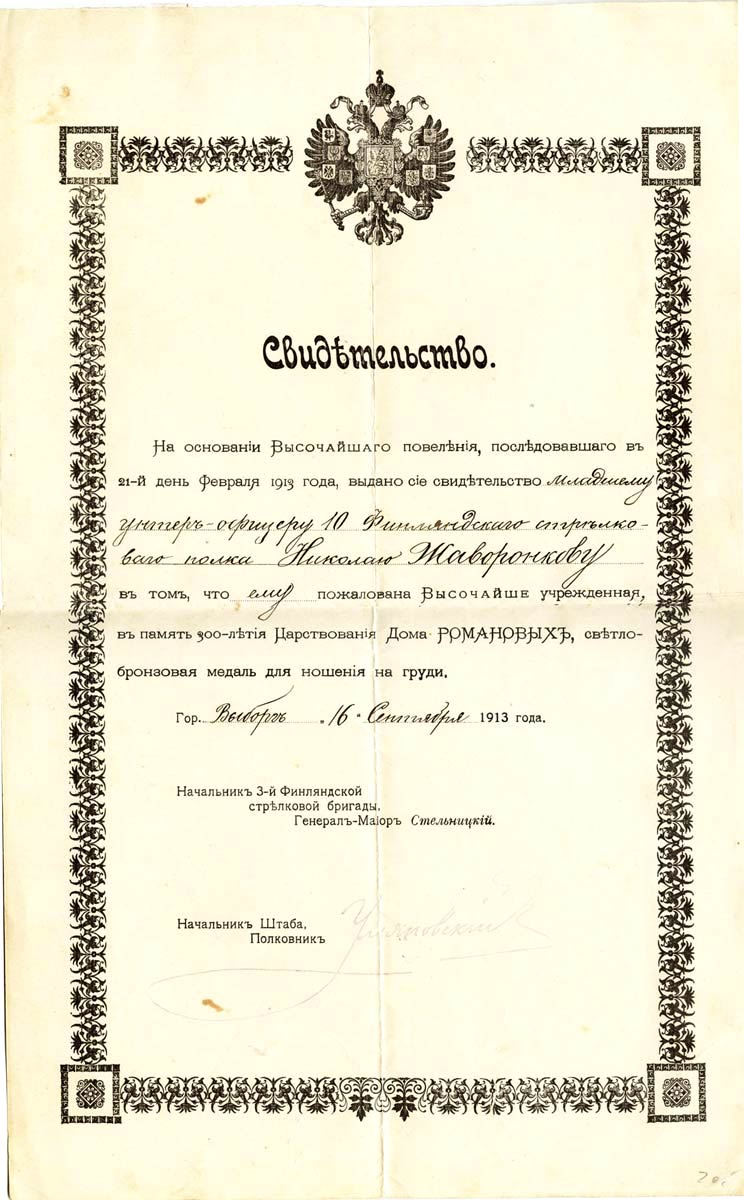
Свідоцтво
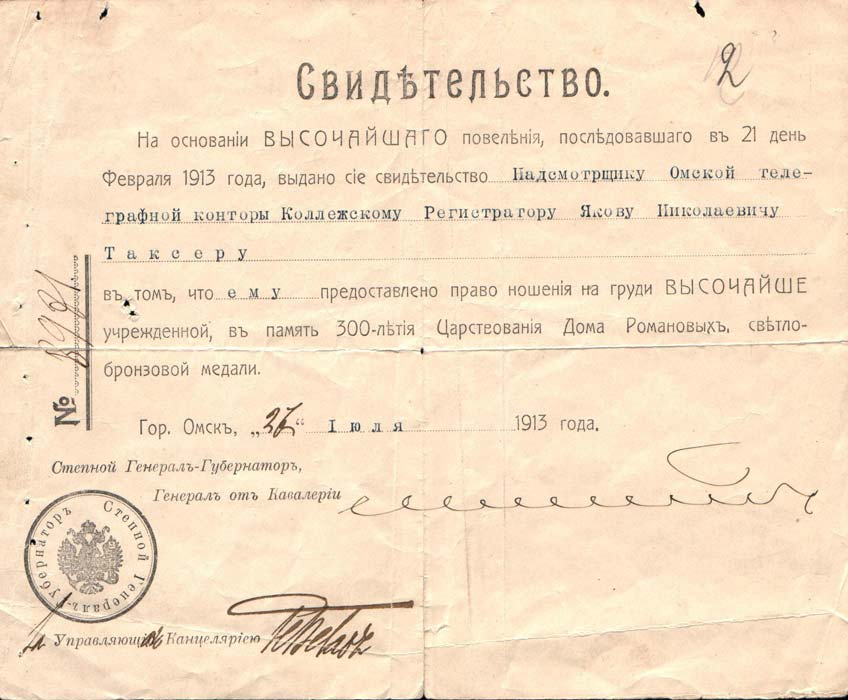
Свідоцтво на право носіння медалі
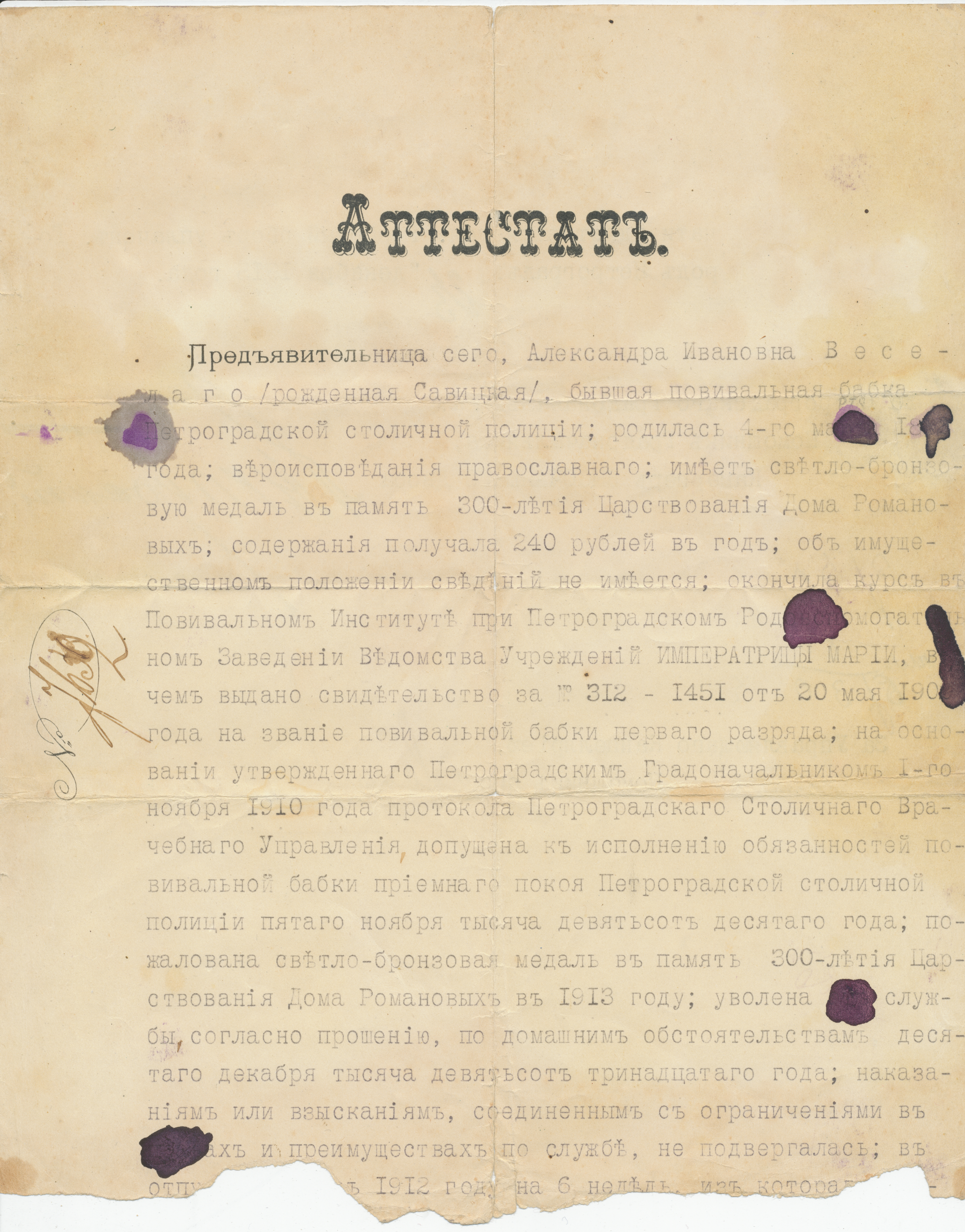
Атестат колишньої повивальної бабки